# Орора (тауншип, Миннесота)
Орора (англ. Aurora) — тауншип в округе Стил, Миннесота, США. На 2000 год его население составило 625 человек.

## География
По данным Бюро переписи населения США площадь тауншипа составляет 93,2 км², из которых 93,1 км² занимает суша, а 0,1 км² — вода (0,08 %).

## Демография
По данным переписи населения 2000 года здесь находились 625 человек, 217 домохозяйств и 177 семей.  Плотность населения —  6,7 чел./км².  На территории тауншипа расположено 229 построек со средней плотностью 2,5 построек на один квадратный километр. Расовый состав населения: 99,84 % белых и 0,16 % афроамериканцев. Испанцы или латиноамериканцы любой расы составляли 0,32 % от популяции тауншипа.
Из 217 домохозяйств в 39,2 % воспитывались дети до 18 лет, в 72,4 % проживали супружеские пары, в 2,8 % проживали незамужние женщины и в 18,4 % домохозяйств проживали несемейные люди. 14,7 % домохозяйств состояли из одного человека, при том 7,8 % из — одиноких пожилых людей старше 65 лет. Средний размер домохозяйства — 2,88, а семьи — 3,20 человека.
29,0 % населения — младше 18 лет, 8,2 % — в возрасте от 18 до 24 лет, 27,4 % — от 25 до 44, 23,0 % — от 45 до 64, и 12,5 % — старше 65 лет. Средний возраст — 36 лет. На каждые 100 женщин приходилось 109,0 мужчин.  На каждые 100 женщин старше 18 приходилось 118,7 мужчин.
Средний годовой доход домохозяйства составлял 45 804 доллара, а средний годовой доход семьи —  50 625 долларов. Средний доход мужчин —  31 750  долларов, в то время как у женщин — 24 423. Доход на душу населения составил 17 192 доллара. За чертой бедности находились 4,9 % семей и 5,1 % всего населения тауншипа, из которых 4,0 % младше 18 и 4,8 % старше 65 лет.